# Actinidia venosa
Actinidia venosa är en tvåhjärtbladig växtart som beskrevs av Alfred Rehder. Actinidia venosa ingår i släktet aktinidiasläktet, och familjen Actinidiaceae. Inga underarter finns listade i Catalogue of Life.